# 1981
1981 (MCMLXXXI) byl rok, který dle gregoriánského kalendáře započal čtvrtkem.

## Události

### Česko
- 1. února – V kinech měl premiéru úspěšný film Postřižiny režiséra Jiřího Menzela natočený dle stejnojmenného románu spisovatele Bohumila Hrabala.
- 18. února – Byla vyhlášena Chráněná krajinná oblast Bílé Karpaty.
- 6. března – Na Sokolské chatě v Ostravici na Frýdecko-Místecku vypukl v časných ranních hodinách požár. V objektu byli v době neštěstí ubytováni žáci 7. tř. jedné olomoucké základní školy na lyžařském výcviku a několik turistů. Požár vznikl zřejmě od nedopalku cigarety a rychle se v dřevěné, čerstvě natřené budově rozšířil. Celkem 8 lidí na místě uhořelo, z toho 4 děti. 14 osob utrpělo různě těžká zranění. Oheň budovu zcela zdemoloval a k její obnově už nedošlo.[1]
- 12. – 13. března – Povodí Ohře a Bíliny zasáhla povodňová vlna. Nejhorší situace byla na Karlovarsku, Lounsku, Litoměřicku a Ústecku. Řeka Teplá v Karlových Varech dosáhla 3. stupně povodňové aktivity a v lázeňském centru města vystoupila jen asi 30 cm pod úroveň okraje nábřežní zdi a ulice. Rekordní průtoky byly zaznamenány také na Rolavě ve Staré Roli a na řece Ohři za soutokem s Teplou v Karlových Varech – Drahovicích. V Jáchymově se protrhla hráz rybníka a metrová přívalová vlna zaplavila svažité náměstí. V okrese Louny zaplavily vody řeky Ohře stovky hektarů zemědělské půdy a několik zemědělských objektů na břehu. Přímo v Lounech byl na Ohři zaznamenán historicky nejvyšší vodní stav. Také na okrese Litoměřice zaplavily řeky Ohře a Labe četné hektary úrodné půdy. V Ústí nad Labem hladina dosáhla výše 660 cm, zaplavila přístavy a hlavní silniční tah z Prahy do Děčína. Kritický stav byl zaznamenán také na řece Bílině na Ústecku, konkrétně ve Stadicích a Koštově, kde zaplavila asi 20 rodinných domů.[2]
- 2. dubna – Na předmostí Nuselského mostu na severním okraji Pankrácké pláně byl dokončen a slavnostně otevřen Palác kultury. Výstavba pětipodlažní rozsáhlé multifunkční budovy trvala 5 let. Hlavním účelem paláce bylo pořádání sjezdů velkých celostátních organizací (zejm. KSČ, ROH, SSM, atd.), pořádání mezinárodních konferencí, ale také různých kulturních akcí. V budově je 8 sálů s kapacitou celkem 4 500 míst, z čehož největší, Sjezdový sál, pobere na 2 500 osob. Z prosklené severovýchodní stěny paláce se otevírá pěkný výhled na centrum Prahy a Pražský hrad. V roce 1995 byl objekt přejmenován na Kongresové centrum Praha.
- 6.–10. dubna – V nově zprovozněném Paláci kultury v Praze se konal XVI. sjezd KSČ. Účastnilo se ho 1 447 delegátů ze všech krajů republiky. Výsledky sjezdu nepřinesly téměř žádné vnitropolitické změny, nadále pokračovala politika normalizace, ve vedení strany nedošlo téměř k žádným kádrovým obměnám. V důsledku ekonomických obtíží zemí východního bloku však bylo přiznáno nesplnění plánovaného růstu národního důchodu.
- 1. května – udělen titul zasloužihého umělce mj. i kreslíři, karikaturistovi, ilustrátorovi a humoristovi Jiřímu Winteru Nepraktovi.
- 16. května – U příležitosti 60. výročí založení KSČ měl v Československé televizi premiéru třináctidílný seriál Okres na severu. Jeho hrdinou je vedoucí tajemník Okresního výboru KSČ „soudruh Josef Pláteník“, jehož postava má ztělesňovat ctnosti dobrého a příkladného komunisty. Soudruh Pláteník působí v okrese, který prochází bouřlivou socialistickou výstavbou a rozvážně řeší četné problémy. Seriál, jehož exteriéry se natáčely převážně v Kralupech nad Vltavou[3] (Chemička i sídliště kde tajemník Pláteník bydlel), je dílem režiséra Evžena Sokolovského. Scénář napsal Jaroslav Dietl. Hlavní roli soudruha Pláteníka ztvárnil Jaroslav Moučka, jeho ženu hrála Jiřina Švorcová.[4]
- 5. – 6. června – Konaly se všeobecné volby do Federálního shromáždění, národních rad a všech stupňů národních výborů. Výsledky nebyly nijak překvapivé – volební účast i podíl hlasů pro kandidátku Národní fronty přesahovaly 99,5 %.[5]
- 24. června – V Praze podepsali československý prezident Gustáv Husák a prezident tehdejší Afghánské demokratické republiky Babrak Karmal Smlouvu o přátelství a spolupráci mezi oběma zeměmi.
- 3. září – V prostoru hlubinného hnědouhelného dolu Pluto II koncernového podniku Doly Vítězného února v Louce u Litvínova na Mostecku došlo k sérii čtyř explozí, jež měly za následek rozsáhlý požár a zával. Tragédie si vyžádala 65 obětí na životech. Příčina neštěstí nebyla nikdy zcela objasněna, šlo však pravděpodobně o nahromadění metanu a zápar uhlí v kombinaci se zanedbáním bezpečnostních předpisů.
- 12. – 13. září – Československá delegace vedená Gustávem Husákem zavítala na zahraniční návštěvy do Etiopie a tehdejší Jemenské lidové demokratické republiky. V hlavních městech obou států – v Addis Abebě a v Adenu podepsali představitelé oboustranné smlouvy o přátelství a spolupráci. V rámci smluv se státy třetího světa poté českoslovenští odborníci pomáhali budovat tamní infrastrukturu a průmysl.[6]
- 11. října – V Praze byl dopaden[7] sériový vrah Ladislav Hojer, který se v letech 1978 – 1981 na celém území republiky (v Děčíně, v Praze, v Brně a u Košic) dopustil nejméně 5 brutálních sexuálně motivovaných vražd žen. Doznal se také k 18 znásilněním. Šlo o primitivní, asociální, výrazně agresivní psychopatickou osobnost s absolutní citovou tupostí a sklony k nekrofilii. Svých zločinů se dopouštěl v příčetném stavu, vše měl dobře promyšlené. Městský soud v Praze ho odsoudil k trestu smrti, v srpnu 1986 byl popraven v Praze na Pankráci.[8]
- 6. prosince – V Mariánských Lázních se zřítila střecha zimního stadionu a zavalila ledovou plochu kluziště. Na místě zahynuli 3 lidé. Příčinou havárie byla pravděpodobně konstrukční vada.[9]

### Svět
- 1. ledna – Řecko se stalo členem EHS).
- 20. ledna – Ronald Reagan se stal 40. prezidentem USA.
- 12. dubna – Přesně po dvaceti letech od letu prvního člověka do kosmu byl z komplexu LC-39A na mysu Canaveral vypuštěn ke svému prvnímu letu americký raketoplán Columbia.
- 28. dubna – Galicie získala autonomní statut.
- 13. května – Ve Vatikánu byl při atentátu zraněn papež Jan Pavel II. Atentátník Mehmet Ali Ağca byl zatčen.
- 16. července –Mahathir Mohamad se stal premiérem Malajsie.
- 29. července – V Londýně se konala svatba prince Charlese a princezny Diany.
- 21. září – Belize vyhlásilo nezávislost.
- 27. září – Mezi Paříží a Lyonem byl zahájen provoz vysokorychlostního vlaku TGV.
- 6. října – V Káhiře byl spáchán atentát na prezidenta Anvara as-Sádáta.
- 9. října – Francie zrušila trest smrti.
- 28. října – James Hetfield a Lars Ulrich založili kapelu Metallica
- 1. listopadu vyhlásila Antigua a Barbuda nezávislost.
- 13. prosince – v Polsku bylo vyhlášeno stanné právo (stan wojenny – válečný stav).
- 14. prosince – Izrael anektoval Golanské výšiny.
- V platnost vstoupilo moratorium na veškerý lov velryb.

## Věda a umění
- založena britská skupina Napalm Death
- 12. dubna – první start raketoplánu Columbia
- 12. srpna uvedla IBM Osobní počítač, vznik IBM PC kompatibilních mikropočítačů
- 30. října odstartovala Veněra 13
- 4. listopadu odstartovala Veněra 14
- 20. listopadu – Ringo Starr vydal album Stop & Smell Roses
- 5. prosince – Americká zpěvačka Tina Turner koncertovala v pražské Lucerně.
- vznikl MS-DOS
- objeven prvek bohrium
- postavena Observatoř Sierra Nevada
- říjen – založena americká skupina Metallica

### Filmy
V roce 1981 měly premiéru filmy Tajemství hradu v Karpatech (režie Oldřich Lipský), Pozor, vizita! (Karel Kachyňa), Dobyvatelé ztracené archy (Steven Spielberg), Ponorka (Wolfgang Petersen), Profesionál (Georges Lautner), Souboj Titánů (Desmond Davis) aj.

### Hudební alba
Tattoo You (The Rolling Stones), Moving Pictures (Rush), The Visitors (ABBA), Killers (Iron Maiden), Diary of a Madman (Ozzy Osbourne), Ghost in the Machine (The Police), Abacab (Genesis), Mob Rules (Black Sabbath), Music from The Elder (Kiss), Discipline (King Crimson), October (U2), El Loco (ZZ Top) aj.

## Nobelova cena
- Nobelova cena za fyziku – Nicolaas Bloembergen, Arthur Leonard Schawlow, Kai Siegbahn
- Nobelova cena za chemii – Ken’iči Fukui, Roald Hoffmann
- Nobelova cena za fyziologii a medicínu – Roger W. Sperry, David H. Hubel, Torsten Wiesel
- Nobelova cena za literaturu – Elias Canetti
- Nobelova cena míru – Úřad Vysokého komisaře OSN pro uprchlíky
- Nobelova pamětní cena za ekonomii – James Tobin

## Narození

### Česko

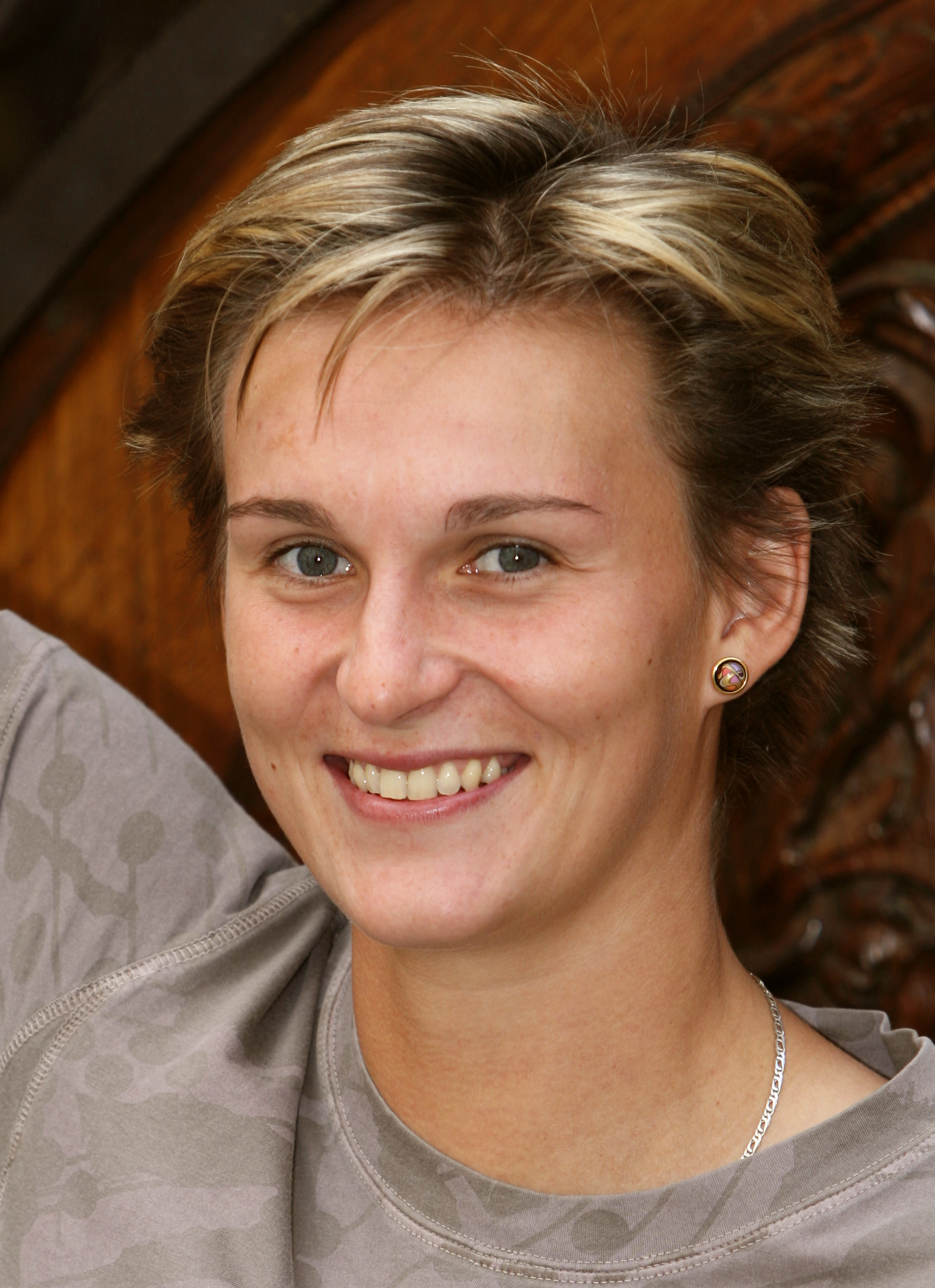
Barbora Špotáková (* 30. června)

- 8. ledna – Adéla Janíková, výtvarnice
- 19. února – David Nosek, hokejový obránce
- 7. března – Olga Lounová, zpěvačka, herečka a automobilová závodnice
- 14. března – Jan Polák, fotbalový záložník
- 16. března – Václav Marek, fotbalový brankář
- 17. března – Michal Ožibko, malíř
- 22. března – Dita Táborská, spisovatelka
- 28. března – Vica Kerekes, herečka
- 30. března – Tomáš Houdek, hokejový obránce
- 28. dubna – Martin Erat, lední hokejista
- 2. května – Denisa Krausová, malířka
- 30. června – Barbora Špotáková, oštěpařka
- 2. července – Tomáš Duba, hokejový brankář
- 20. července – Jan Výtisk, lední hokejista
- 26. července – David Ludvík, lední hokejista
- 13. července – Martin Adamský, lední hokejista
- 2. listopadu – Patrik Stoklasa, zpěvák a herec († 23. října 2004)
- 22. listopadu – Michal Důras, lední hokejista

### Svět
- 1. ledna

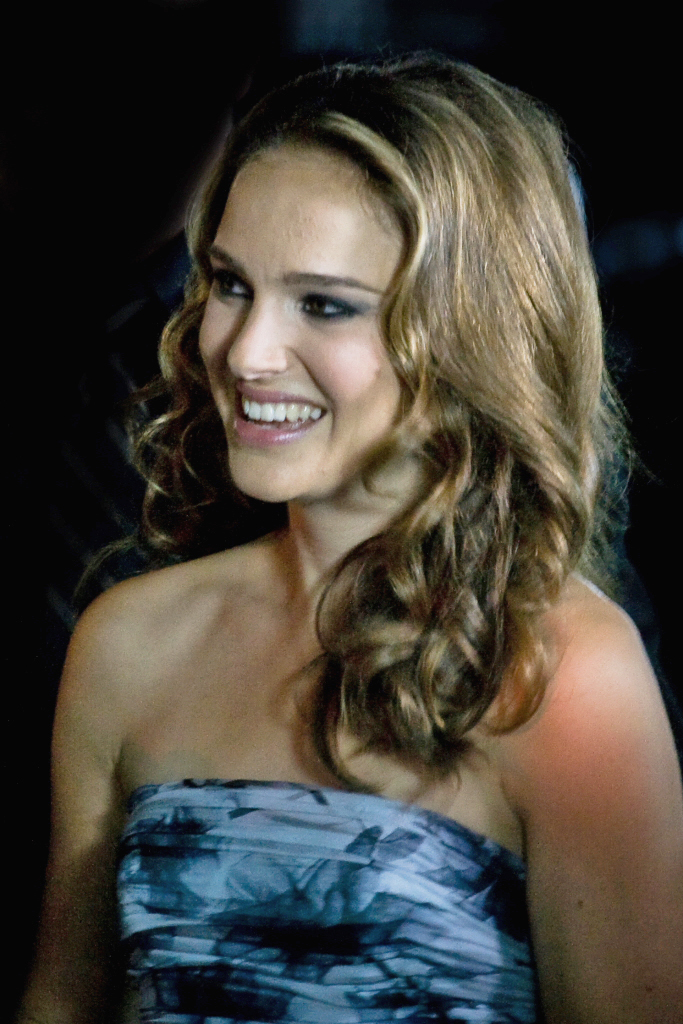
Natalie Portmanová (* 9. června)

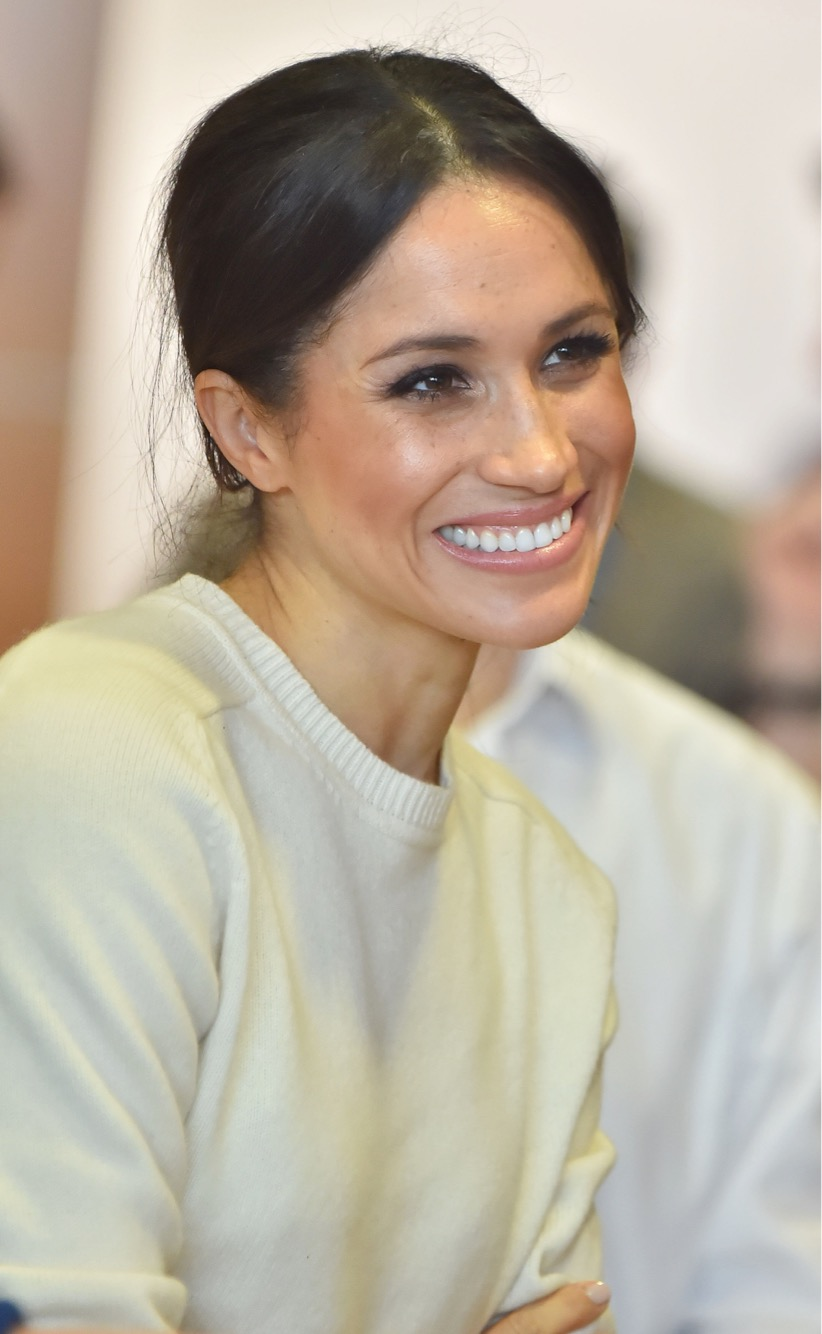
Meghan, vévodkyně ze Sussexu (* 4. srpna)

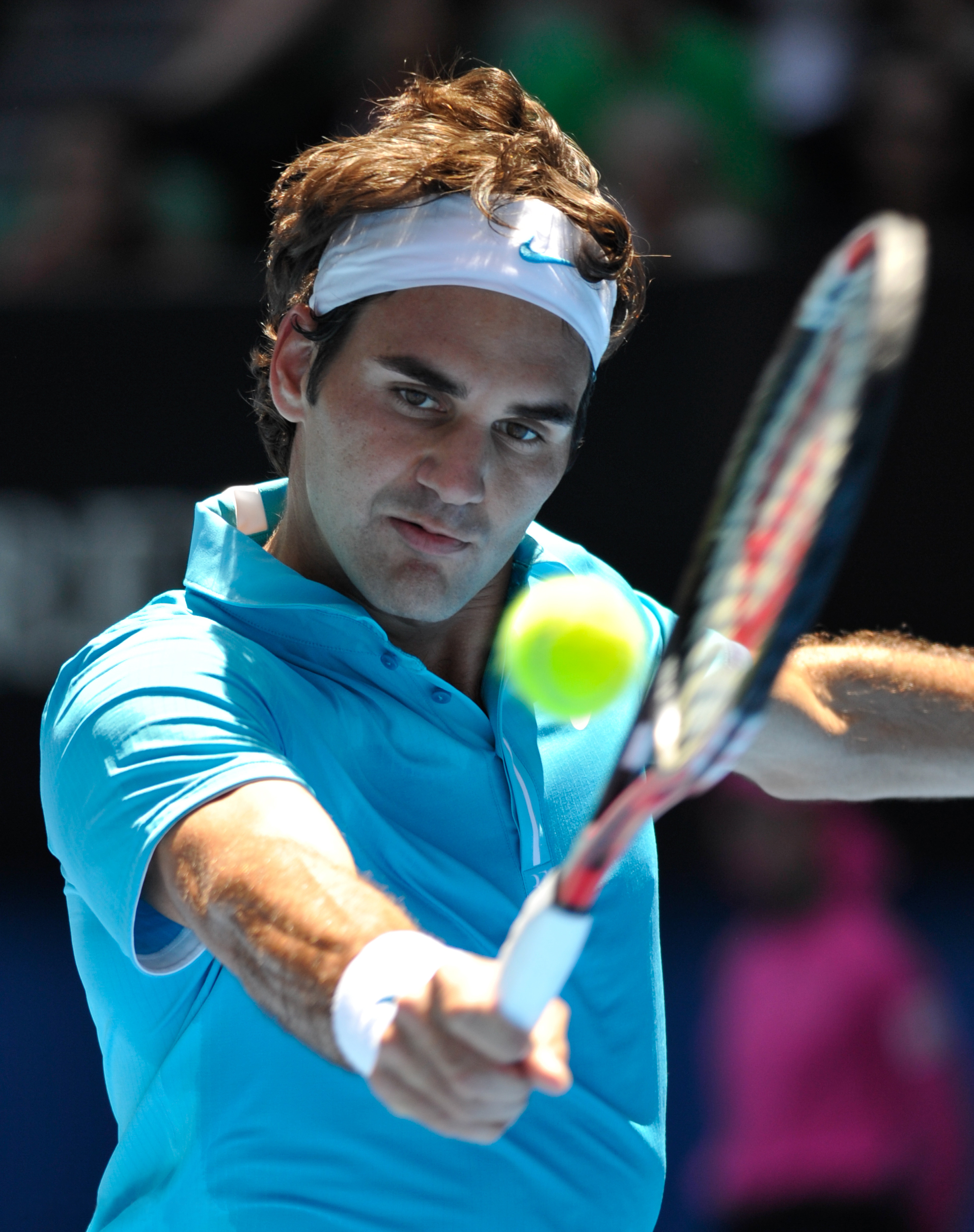
Roger Federer (* 8. srpna)

  - Zsolt Baumgartner, maďarský automobilový závodník
  - Mladen Petrić, chorvatský fotbalista
- 21. ledna – Michel Teló, brazilský zpěvák a skladatel
- 25. ledna
  - Toše Proeski, makedonský zpěvák a hudební skladatel († 16. října 2007)
  - Alicia Keys, americká R&B zpěvačka
- 27. ledna – Tony Woodcock, novozélandský ragbista
- 28. ledna – Elijah Wood, americký filmový herec
- 30. ledna – Peter Crouch, anglický fotbalista
- 14. března – Katarína Knechtová, slovenská zpěvačka
- 4. dubna – Adam Hess, americký basketbalista
- 15. dubna – Filiz Ahmet, turecko-makedonská herečka
- 23. dubna – Chris Sharma, americký sportovní lezec
- 25. dubna – Felipe Massa, brazilský pilot F1
- 28. dubna – Jessica Alba, americká herečka
- 12. května – Rami Malek, americký herec
- 17. května – Paris Hilton, americká podnikatelka, herečka a zpěvačka
- 29. května – Andrej Aršavin, ruský fotbalista
- 30. května – Gianmaria Bruni, italský automobilový závodník
- 9. června – Natalie Portmanová, herečka
- 12. června – Adriana Lima, brazilská topmodelka
- 16. června – Robert Tomaszek, polský basketbalista
- 29. července – Fernando Alonso, španělský pilot F1
- 4. srpna – Meghan, vévodkyně ze Sussexu, manželka britského prince Harryho, bývalá americká herečka
- 8. srpna – Roger Federer, tenista
- 22. srpna – David Barrans, britský sportovní lezec
- 8. září – Daiki Takamacu, japonský fotbalista
- 16. září – Alexandra do Nascimento, brazilská házenkářka
- 20. září – Crystle Stewartová, Miss USA pro rok 2008
- 4. října – Justin Williams, kanadský lední hokejista
- 9. října – Urška Žolnirová, slovinská judistka
- 15. října – Markku Koski, finský snowboardista
- 26. října – Katrin Mattscherodtová, německá rychlobruslařka
- 1. listopadu – Nikolaj Šved, ruský horolezec
- 7. listopadu – Gitte Aaenová, dánská házenkářka
- 18. listopadu
  - Maggie Stiefvaterová, americká spisovatelka
  - Thierry Dusautoir, francouzský ragbista
- 2. prosince – Britney Spears, americká zpěvačka, herečka
- 14. prosince – Keita Mogaki, japonský sportovní lezec
- 27. prosince – Alexandre Chabot, francouzský sportovní lezec
- neznámé datum
  - Katie Brown, americká sportovní lezkyně
  - Michaël Fuselier, francouzský sportovní lezec
  - Mélanie Son, francouzská sportovní lezkyně

## Úmrtí

### Česko

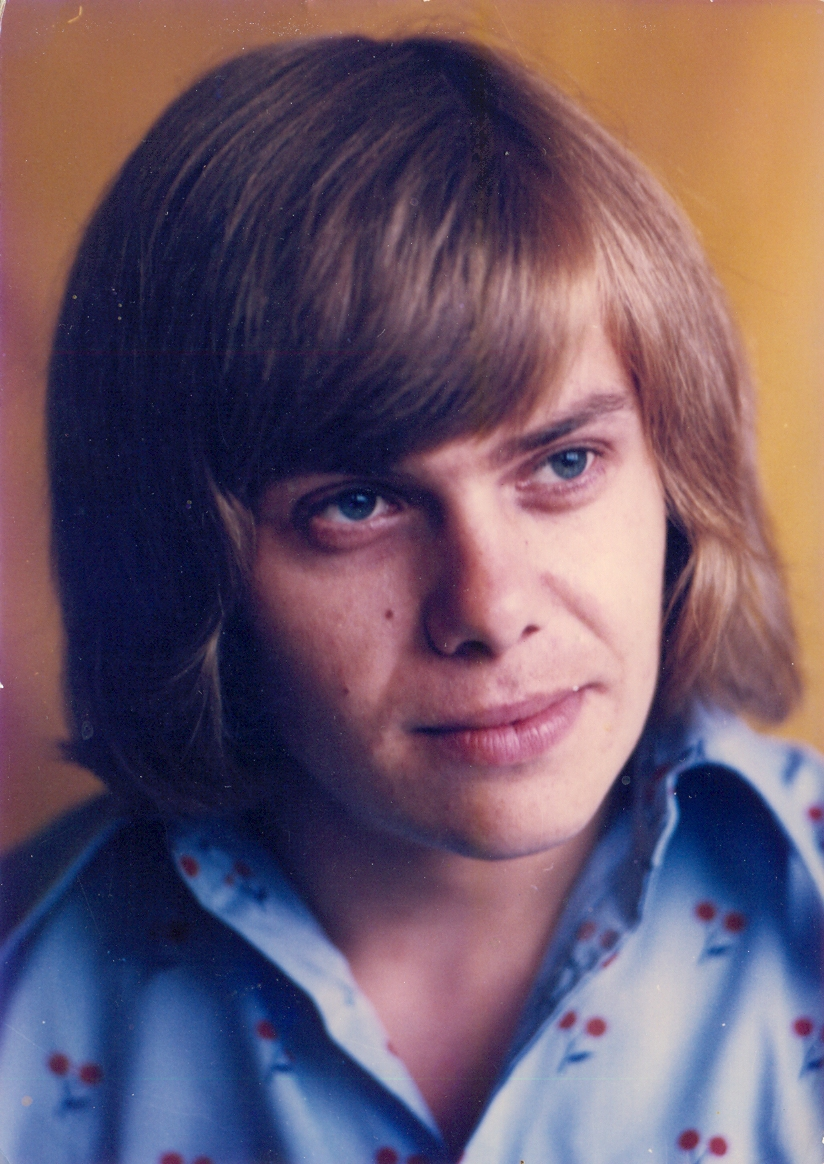
Jiří Schelinger († 13. dubna)

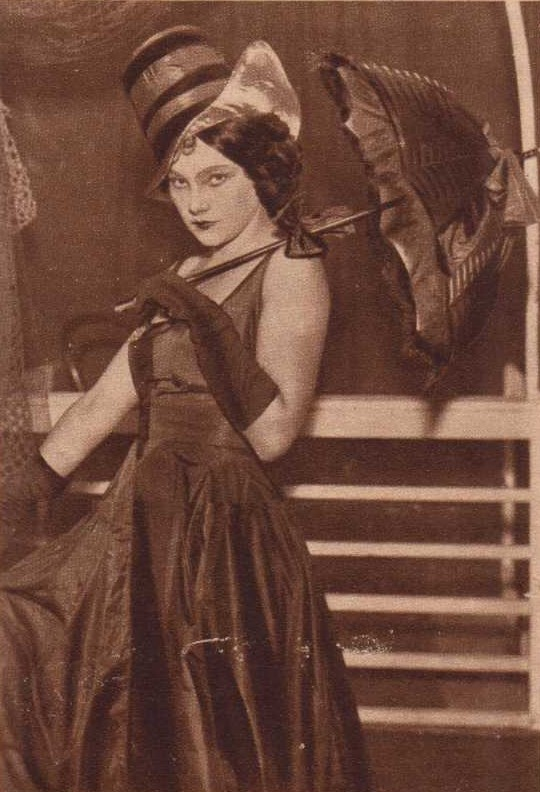
Jiřina Šejbalová († 23. srpna)

- 5. ledna – Jana Krejcarová, básnířka a prozaička (* 14. srpna 1928)
- 6. ledna – Ladislav Štoll, literární kritik (* 26. června 1902)
- 17. ledna – Magda Jansová, architektka (* 26. prosince 1906)
- 23. ledna – Miroslav Sedlák, sociálně-demokratický a exilový politik (* 15. dubna 1913)
- 28. ledna – Vojtěch Erban, sociálně-demokratický a komunistický poslanec (* 19. srpna 1913)
- 8. února – Karel Šmirous, vědec a průkopník barevné fotografie (* 3. prosince 1890)
- 13. února – Jiří V. Svoboda, překladatel a básník (* 27. března 1924)
- 15. února – Ludvík Pompe, divadelní a rozhlasový režisér (* 12. listopadu 1920)
- 20. února – Imrich Karvaš, československý ekonom a politik (* 25. února 1903)
- 21. února – Tomáš Vybíral, stíhač (* 29. září 1911)
- 24. února – Přemysl Coufal, kněz (* 9. ledna 1932)
- 25. února – Hana Dostalová, malířka, ilustrátorka, textilní a sklářská návrhářka (* 11. listopadu 1890)
- 4. března – František Červinka, historik a publicista (* 14. ledna 1923)
- 6. března – Marta Jirásková, sochařka (* 7. března 1898)
- 11. března
  - Josef Filgas, rozhlasový reportér, fejetonista a spisovatel (* 16. října 1908)
  - Felix Zrno, sbormistr, hudební skladatel a pedagog (* 2. října 1890)
- 17. března – Felix Tauer, orientalista (* 20. listopadu 1893)
- 18. března – Darja Hajská, zpěvačka, herečka a spisovatelka (* 20. března 1911)
- 22. března – Jaromír Spal, herec (* 18. července 1916)
- 1. dubna
  - Václav Netušil, publicista a překladatel (* 31. května 1909)
  - Rudolf Krčil, československý fotbalový reprezentant (* 5. března 1906)
- 13. dubna – Jiří Schelinger, rockový zpěvák a muzikant (* 6. března 1951)
- 15. dubna – Marie Tauerová, knihovnice, sochařka a překladatelka (* 15. srpna 1896)
- 29. dubna – Miloslav Disman, divadelní a rozhlasový režisér (* 27. dubna 1904)
- 30. dubna – Jan Filip, archeolog a historik (* 25. prosince 1900)
- 1. května – Dominik Pecka, kněz, spisovatel, sociolog, antropolog a teolog (* 4. srpna 1895)
- 4. května – Anežka Hrabětová-Uhrová, botanička (* 5. září 1900)
- 5. května – Jiří Křižák, československý fotbalový reprezentant (* 22. května 1924)
- 9. května – Jana Werichová, herečka, scenáristka a překladatelka (* 18. října 1935)
- 12. května – Lata Brandisová, jediná žena, která zvítězila ve Velké pardubické (* 26. června 1895)
- 15. května – Jiří Tožička, československý hokejový reprezentant (* 14. listopadu 1901)
- 18. května – Josef Silný, fotbalista (* 23. ledna 1902)
- 29. května
  - Hana Růžičková, sportovní gymnastka, stříbrná medaile z LOH 1960 a 1964 (* 18. února 1941)
  - Pavol Viboch, československý politik a člen protinacistického odboje (* 7. dubna 1896)
- 1. června – Jan Zdeněk Bartoš, hudební skladatel (* 4. června 1908)
- 5. června – Libuše Niklová, designérka hraček (* 1. dubna 1934)
- 7. června – Marie Zápotocká, manželka československého prezidenta Antonína Zápotockého (* 6. prosince 1890)
- 16. června – Richard Kubernát, zpěvák a jazzový trumpetista (* 22. července 1924)
- 17. června – Jiří Štokman, voják a příslušník výsadku Clay (* 17. dubna 1920)
- 20. června
  - Prokop Hugo Toman, právník, kritik a operní pěvec (* 31. srpna 1902)
  - Josef Mráz, herec (* 2. července 1922)
- 22. června – Karel Čipera, československý fotbalový reprezentant (* 9. října 1899)
- 26. června – František Kejla, matematik (* 23. listopadu 1914)
- 30. června – Nina Bonhardová, spisovatelka a novinářka (* 6. března 1907)
- 1. července – Zdeněk Burian, malíř (* 11. února 1905)
- 15. července – Gustav Vránek, houslista a hudební skladatel (* 29. listopadu 1906)
- 22. července – František Vojtek, kněz, jezuita, filozof (* 4. října 1911)
- 3. srpna – Jaroslav Brodský, politický vězeň komunistického režimu v Československu (* 22. března 1920)
- 7. srpna – Heda Kaufmannová, spisovatelka (* 24. dubna 1905)
- 9. srpna – Adolf Zábranský, malíř, grafik a ilustrátor (* 29. listopadu 1909)
- 14. srpna – Ota Koval, režisér, scenárista a herec (* 11. dubna 1931)
- 23. srpna – Jiřina Šejbalová, operní pěvkyně a herečka (* 17. září 1905)
- 28. srpna – Jiří Neustupný, archeolog (* 22. září 1905)
- 4. září – Antonín Žváček, skladatel a dirigent dechové hudby (* 29. dubna 1907)
- 8. září – Josef Jiří Kamenický, malíř (* 11. listopadu 1910)
- 12. září – Stanislav Mentl, čs. ministr veřejného zdravotnictví a tělesné výchovy (* 10. listopadu 1894)
- 17. září – Vlastimil Beneš, malíř, grafik, sochař a scénograf (* 3. října 1919)
- 20. září – František Toman, ministr vlád České socialistické republiky (* 10. července 1924)
- 21. září – Samuel Takáč, ministr vlády Československa (* 6. března 1911)
- 7. října – Vít Grus, výtvarník a návrhář dřevěných hraček (* 16. prosince 1896)
- 15. října
  - Robert Konečný, filozof, psycholog, pedagog a odbojář (* 23. dubna 1906)
  - Čestmír Jeřábek, spisovatel (* 18. srpna 1893)
- 20. října – Josef Hráský, archivář (* 31. prosince 1905)
- 21. října – Karel Šrom, hudební skladatel a publicista (* 14. září 1904)
- 5. listopadu – Josef Plojhar, římskokatolický kněz a politik (* 2. března 1902)
- 9. listopadu – Frank Malina, česko-americký vědec a vynálezce (* 2. října 1912)
- 17. listopadu – Jan Škoda, divadelní režisér a herec (* 2. května 1896)
- 26. listopadu – Bohumil Rameš, cyklista (* 4. března 1895)
- 1. prosince
  - Adolf Parlesák, autor cestopisů a reportáží (* 7. dubna 1908)
  - Alexandr Paul, novinářský fotograf (* 30. října 1907)
- 2. prosince – Eliška Klimková-Deutschová, lékařka a profesorka neurologie (* 14. prosince 1906)
- 12. prosince – František A. Krejčí, architekt (* 14. května 1908)
- 14. prosince – Josef Šimandl, violoncellista (* 29. srpna 1903)
- 29. prosince – Jaroslav Kouřil, katolický teolog (* 10. dubna 1913)
- 30. prosince – František Chaun, skladatel, klavírista, zpěvák, malíř a herec (* 26. ledna 1921)

### Svět
- 1. ledna

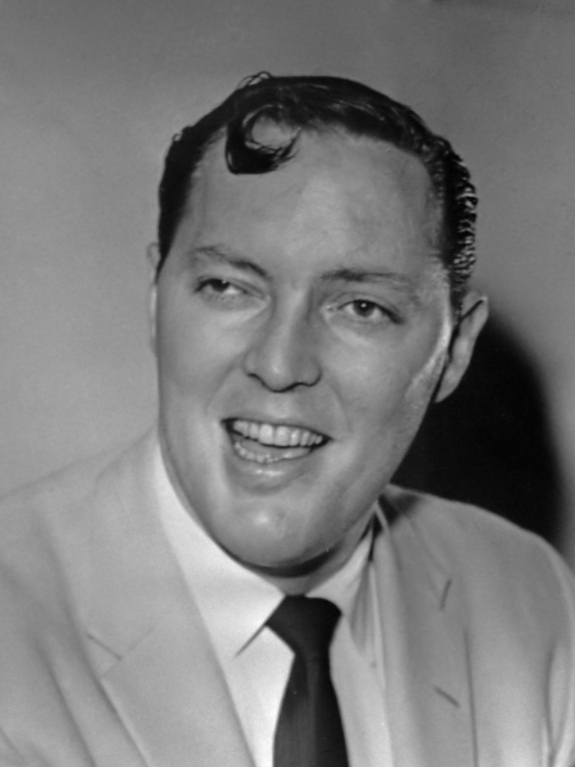
Bill Haley († 9. února)

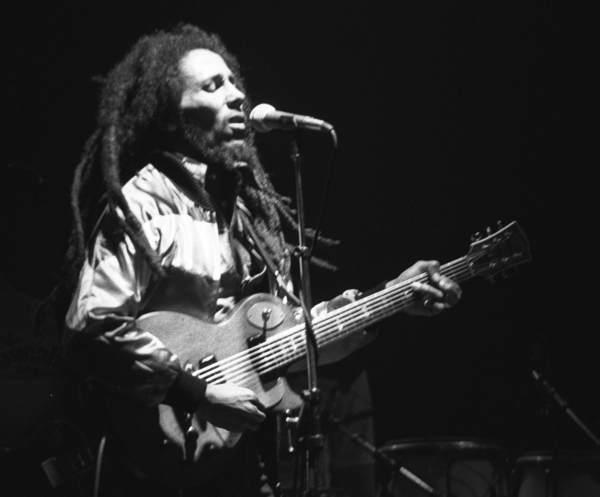
Bob Marley († 11. května)

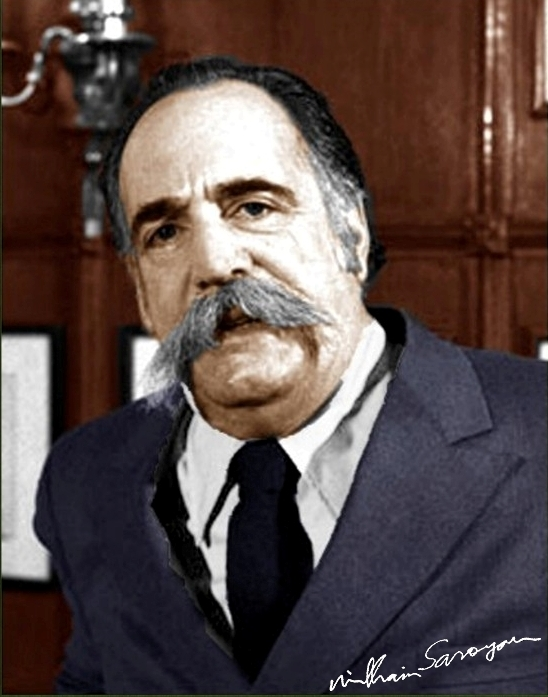
William Saroyan († 18. května)

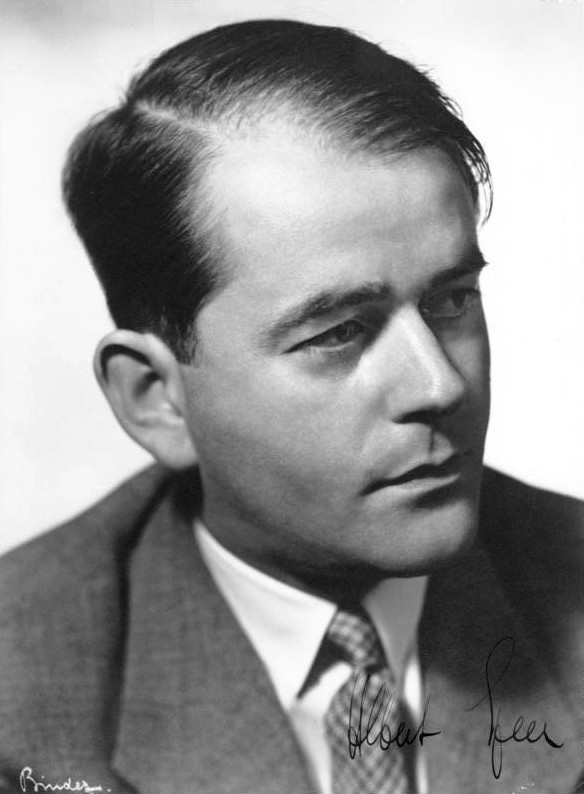
Albert Speer († 1. září)

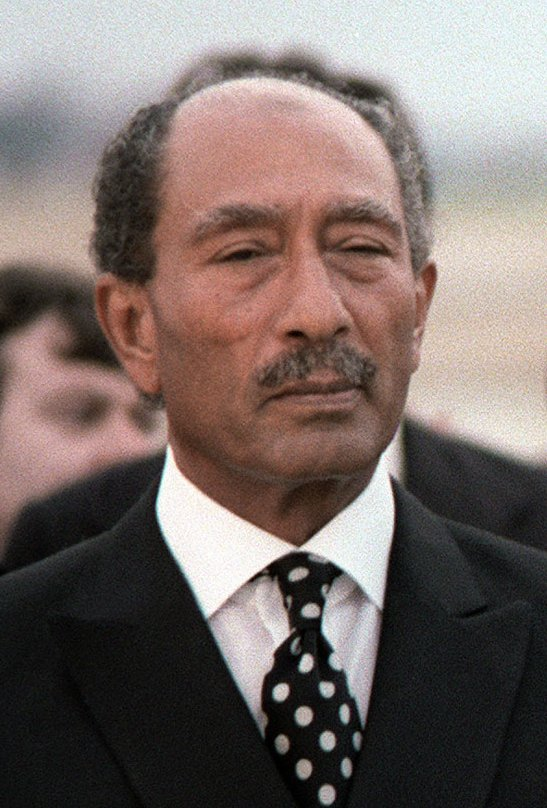
Anvar as-Sádát († 6. října)

  - Kazimierz Michałowski, polský archeolog egyptolog (* 14. listopadu 1901)
  - Mauri Rose, americký automobilový závodník (* 26. května 1906)
- 5. ledna – Harold Urey, americký fyzikální chemik, nositel Nobelovy ceny (* 29. dubna 1893)
- 6. ledna
  - Frederika Hannoverská, řecká královna (* 18. dubna 1917)
  - Archibald Joseph Cronin, skotský lékař a spisovatel (* 19. července 1896)
  - Gennadij Samojlovič Gor, ruský historik umění a spisovatel (* 28. ledna 1907)
- 7. ledna – Alexandr Kotov, ruský šachista (* 12. srpna 1913)
- 11. ledna – Desiderius Hampel, německý generálmajor za druhé světové války (* 20. ledna 1895)
- 21. ledna
  - Ladislav Grosman, slovenský spisovatel (* 4. února 1921)
  - Cuth Harrison, britský automobilový závodník (* 6. července 1906)
- 23. ledna
  - Samuel Barber, americký hudební skladatel (* 19. března 1910)
  - Roman Ruděnko, generální prokurátor SSSR (* 30. července 1907)
- 31. ledna – Robert Teldy Naim, francouzský spisovatel (* 16. července 1901)
- 9. února
  - Franz Andrysek, rakouský vzpěrač, olympijský vítěz (* 8. února 1906)
  - Bill Haley, americký rokenrolový hudebník (* 6. července 1925)
- 15. února
  - Mike Bloomfield, americký bluesový kytarista, zpěvák a hudební skladatel (* 28. července 1943)
  - Karl Richter, německý varhaník, cembalista a dirigent (* 15. října 1926)
- 7. března – Ben Carlin, australský inženýr a cestovatel (* 27. července 1912)
- 15. března – René Clair, francouzský filmový režisér a spisovatel (* 11. listopadu 1898)
- 20. března
  - Edith Schultze-Westrum, německá herečka (* 30. prosince 1904)
  - Irving Jaffee, americký rychlobruslař, olympijský vítěz (* 15. září 1906)
- 23. března – Claude Auchinleck, britský maršál za druhé světové války (* 21. června 1884)
- 27. března – Mao Tun, čínský spisovatel, ministr kultury (* 4. července 1896)
- 30. března
  - Douglas Lowe, britský olympijský vítěz v běhu na 800 metrů (* 7. srpna 1902)
  - Louis Kuehn, americký skokan a olympionik (* 2. dubna 1901)
- 3. dubna
  - Leo Kanner, americký dětský psychiatr (* 13. června 1894)
  - Juan Trippe, americký zakladatel letecké společnosti Pan American World Airways (Pan Am) (* 27. června 1899)
- 4. dubna – Carl Ludwig Siegel, německý matematik (* 31. prosince 1896)
- 5. dubna – Bob Hite, americký zpěvák (* 26. února 1943)
- 8. dubna – Omar Bradley, americký pětihvězdičkový generál (* 12. února 1893)
- 7. dubna – Ferdinand Veverka, československý diplomat a politik (* 29. ledna 1887)
- 13. dubna – Joe Louis, americký boxer (* 12. května 1914)
- 23. dubna – Josep Pla, španělský novinář a spisovatel katalánské národnosti (* 8. března 1897)
- 30. dubna – Peter Huchel, německý básník, dramatik a editor (* 3. dubna 1903)
- 2. května – David Wechsler, americký psycholog (* 12. ledna 1896)
- 4. května – Nicolau María Rubió i Tudurí, katalánský architekt, zahradní architekt, urbanista a spisovatel (* 5. února 1891)
- 8. května – Uri Cvi Greenberg, izraelský básník, novinář a politik (* 22. září 1896)
- 11. května
  - Odd Hassel, norský chemik, nositel Nobelovy ceny (* 17. května 1897)
  - Bob Marley, zpěvák (* 6. února 1945)
- 14. května – Michele Andreolo, uruguayský fotbalista (* 6. září 1912)
- 18. května – William Saroyan, americký spisovatel arménského původu (* 31. srpna 1908)
- 20. května – Binjamin Arditi, izraelský politik (* 1. července 1897)
- 23. května – Nikolaj Kedrov mladší, ruský skladatel pravoslavné duchovní hudby (* 1905)
- 24. května – Herb Lubalin, americký grafický designer (* 17. března 1918)
- 28. května
  - Mary Lou Williams, americká jazzová klavíristka (* 8. května 1910)
  - Stefan Wyszyński, polský primas a kardinál (* 3. srpna 1901)
- 29. května – Sung Čching-ling, manželka prvního prezidenta Čínské republiky Sunjatsena (* 27. ledna 1893)
- 31. května – Giuseppe Pella, premiér Itálie (* 18. dubna 1902)
- 2. června – Rino Gaetano, italský skladatel, textař, zpěvák a herec (* 29. října 1950)
- 4. června – Fritz Steuben, německý spisovatel (* 3. prosince 1898)
- 6. června – Jan Burgers, nizozemský fyzik (* 13. ledna 1895)
- 11. června – Maria Czapska, polská hraběnka, spisovatelka a literární historička (* 6. února 1894)
- 12. června – Boris Polevoj, sovětský spisovatel (* 17. března 1908)
- 14. června – Alberto Winkler, italský veslař, olympijský vítěz (* 13. února 1932)
- 19. června – Lotte Reinigerová, německá animátorka a režisérka (* 2. června 1899)
- 20. června – Abram Kardiner, americký psychiatr, psychoanalytik a antropolog (* 17. srpna 1891)
- 21. června – Johan Fabricius, nizozemský spisovatel (* 24. srpna 1899)
- 23. června – Zarah Leander, švédská herečka a zpěvačka (* 15. března 1907)
- 28. června – Terry Fox, sportovec postižený rakovinou kostí, kanadský národní hrdina (* 28. července 1958)
- 1. července
  - Marcel Breuer, architekt maďarského původu (* 21. května 1902)
  - Jiří Voskovec, český herec, spolu s Janem Werichem hlavní postava Osvobozeného divadla (* 19. června 1905)
- 27. července
  - William Wyler, americký filmový režisér (* 1. července 1902)
  - Paul Brunton, britský filosof, mystik, a cestovatel (* 21. října 1898)
- 2. srpna – Delfo Cabrera, argentinský olympijský vítěz v maratonu 1948 (* 2. dubna 1919)
- 4. srpna – Theo Brün, německý malíř (* 1885)
- 14. srpna – Karl Böhm, rakouský dirigent (* 28. srpna 1894)
- 22. srpna – Glauber Rocha, brazilský filmový režisér, dokumentarista, herec a spisovatel (* 14. března 1938)
- 25. srpna – Sașa Pană, rumunský spisovatel (* 8. srpna 1902)
- 27. srpna – Valerij Charlamov, ruský hokejista (* 14. ledna 1948)
- 30. srpna – Muhammad Alí Radžáí, íránský předseda vlády (* 15. června 1933)
- 1. září – Albert Speer, německý architekt a nacistický politik (* 19. března 1905)
- 8. září – Hideki Jukawa, japonský fyzik, nositel Nobelovy ceny (* 23. ledna 1907)
- 9. září – Jacques Lacan, francouzský psychoanalytik (* 13. dubna 1901)
- 12. září – Eugenio Montale, italský spisovatel (* 12. října 1896)
- 14. září – Furry Lewis, americký bluesový zpěvák a kytarista (* 6. března 1893)
- 26. září – Roy Cochran, americký sprinter, dvojnásobný olympijský vítěz (* 26. ledna 1919)
- 27. září – Bronisław Malinowski, polský olympijský vítěz v běhu na 3000 metrů překážek (* 4. června 1951)
- 28. září – Jakov Fedotovič Pavlov, sovětský voják (* 17. října 1917)
- 29. září – Frances Yatesová, britská historička (* 28. listopadu 1899)
- 6. října – Anvar as-Sádát, prezident Sjednocené arabské republiky (* 25. prosince 1918)
- 8. října – Heinz Kohut, americký psycholog (* 3. května 1923)
- 13. října – Philippe Étancelin, francouzský automobilový závodník (* 2. prosince 1896)
- 16. října – Moše Dajan, izraelský generál (* 20. května 1915)
- 17. října – Albert Cohen, švýcarský spisovatel (* 16. srpna 1895)
- 22. října – Lord Burghley, britský politik, atlet a sportovní funkcionář (* 9. února 1905)
- 23. října – Reg Butler, britský sochař (* 28. dubna 1913)
- 24. října – Edit Headová, americká kostýmní návrhářka (* 28. října 1897)
- 25. října – Franz Grasberger, rakouský muzikolog a knihovník (* 2. listopadu 1915)
- 27. října – Anders Knutsson Ångström, švédský fyzik (* 28. února 1888)
- 29. října – Georges Brassens, francouzský písničkář (* 22. října 1921)
- 1. listopadu – Karel Weirich, český novinář, zachránce Židů (* 2. července 1906)
- 3. listopadu
  - Eraldo Monzeglio, italský fotbalista (* 5. června 1906)
  - Edvard Kocbek, slovinský básník, politik a spisovatel (* 27. září 1904)
- 7. listopadu – Will Durant, americký historik a filozof (* 5. listopadu 1885)
- 9. listopadu – Henry Potez, francouzský průmyslník (* 30. září 1891)
- 10. listopadu – Abel Gance, francouzský filmový herec a režisér (* 25. října 1889)
- 13. listopadu
  - Gerhard Marcks, německý sochař (* 18. února 1889)
  - Werner Hartmann, švýcarský malíř (* 28. května 1903)
- 16. listopadu – William Holden, americký herec (* 17. dubna 1918)
- 22. listopadu – Hans Adolf Krebs, německý, později anglický biochemik (* 25. srpna 1900)
- 26. listopadu – Max Euwe, nizozemský šachista a matematik (* 20. května 1901)
- 29. listopadu – Natalie Wood, americká herečka (* 20. července 1938)
- 6. prosince
  - Digby George Gerahty, anglický spisovatel (* ? 1898)
  - Harry Harlow, americký psycholog (* 31. října 1905)
- 8. prosince – Big Walter Horton, americký bluesový zpěvák (* 6. dubna 1918)
- 11. prosince – Terry Jennings, americký minimalistický hudebník a hudební skladatel (* 19. července 1940)
- 12. prosince – Tone Fajfar, slovinský politik a partyzán (* 1913)
- 13. prosince – Cornelius Cardew, britský hudební skladatel (* 7. května 1936)
- 15. prosince – Sam Jones, americký jazzový kontrabasista a violoncellista (* 12. listopadu 1924)
- 21. prosince – Seweryn Butrym, polský divadelní, filmový a televizní herec a divadelní režisér (* 23. prosince 1910)
- 29. prosince
  - Jack Cameron, kanadský hokejista, zlato na OH 1924 (* 3. prosince 1902)
  - Miroslav Krleža, chorvatský spisovatel (* 7. července 1893)
- 30. prosince
  - Franjo Šeper, chorvatský arcibiskup a kardinál (* 2. října 1905)
  - Curt Eisner, polsko-německý entomolog a muzejník (* 28. dubna 1890)

## Hlava státu
Evropa:
- Československo – prezident Gustáv Husák
- Vatikán – papež Jan Pavel II.
- Sovětský svaz – předseda prezidia Nejvyššího sovětu a generální tajemník KSSS Leonid Iljič Brežněv
- Francie
  - prezident Valéry Giscard d'Estaing
  - prezident François Mitterrand
- Dánsko – královna Markéta II.
- Španělsko – král Juan Carlos I.

Ostatní:
- Čína – předseda stálého výboru Všečínského shromáždění lidových zástupců Jie Ťin-jing
- USA
  - prezident Jimmy Carter
  - prezident Ronald Reagan
- Kuba – předseda státní rady Fidel Castro

### Digitální archivy k roku 1981
- Dokumentární cyklus České televize Retro – rok 1981
- Pořad stanice Český rozhlas 6 Rok po roce – rok 1981
- Rudé právo v archivu Ústavu pro českou literaturu – ročník 61 rok 1981